# Dólar australiano
El dólar australiano (código AUD) es la moneda oficial de la Mancomunidad de Australia, incluidos los Territorios Antárticos Australianos, la Isla de Navidad, las Islas Cocos, Islas Heard y McDonald e Isla Norfolk, así como de los estados independientes del Pacífico de Kiribati, Nauru y Tuvalu. Se divide en 100 centavos (cents).
El dólar entró en curso legal el 14 de febrero de 1966 en reemplazo de la libra y su sistema pre-decimal. La extinta divisa se dividía en 20 chelines y estos en 12  peniques. El cambio aplicado fue de dos dólares por libra, es decir, diez chelines por dólar.
El dólar australiano fue la moneda de curso legal de Papúa Nueva Guinea hasta el 19 de mayo de 1975, cuando el kina se convirtió en la única moneda de curso legal.    También circuló en las Islas Salomón hasta el 24 de octubre de 1977, cuando dicho país creó su propio dólar y pasó a ser la única moneda de curso legal.
Actualmente circula en Kiribati y Tuvalu a la par de sus divisas: el dólar kiribatiano y el dólar tuvaluano. Dichos países se han limitado a acuñar solamente monedas fraccionarias propias pero han utilizado siempre billetes de dólar australiano.

## Historia
Antes de la adopción del dólar australiano actual en 1966, la moneda de Australia era la libra australiana, que al igual que la libra esterlina británica se dividía en 20 chelines y cada chelín se dividía en 12 peniques, por lo que una libra valía 240 peniques. La libra australiana se introdujo en 1910, a la par con la libra esterlina. Su valor divergió de la libra esterlina en 1931 tras los efectos de una devaluación.
En 1902, un comité selecto de la Cámara de Representantes, presidido por George Edwards, recomendó que Australia adoptara una moneda decimal con el florín como base.
En 1937, la Comisión Real Bancaria nombrada por el gobierno de Joseph Lyons recomendó que Australia adoptara "un sistema monetario decimal... basado en la división de la libra australiana en 1000 partes".
En febrero de 1959, el Tesorero Harold Holt nombró un Comité para la Moneda Decimal, presidido por Walter D. Scott, para examinar los beneficios que significarían adoptar un sistema de decimalización de la divisa australiana. En agosto de 1960 el comité se pronunció a favor de decimalizar el signo monetario y recomendó que se introdujera una nueva moneda en febrero de 1963. Además, recomendó que la adopción de una nueva moneda sea basada en la experiencia de Sudáfrica cuando pasó de la libra sudafricana al rand. El gobierno encabezado por Robert Menzies anunció su apoyo a la decimalización en julio de 1961, pero demoró los plazos para seguir considerando el proceso de implementación. En abril de 1963, el tesorero Holt anunció que estaba programada la introducción de una moneda decimal para febrero de 1966, con una unidad base igual a diez chelines, y que se establecería una Caja de Conversión Decimal para supervisar el proceso de transición.
Se llevó a cabo un proceso de consulta pública en el que se sugirieron más de mil nombres para la nueva divisa. En junio de 1963, Holt anunció que la nueva moneda se llamaría "Royal". El nombre elegido inicialmente se ganó rápidamente una desaprobación pública generalizada, por lo que tres meses más tarde se anunció que, en cambio, se llamaría "dólar".
La libra australiana fue reemplazada por el dólar australiano el 14 de febrero de 1966 con la tasa de conversión de A$ 2 = A£ 1. Dado que Australia todavía formaba parte de la zona esterlina, el tipo de cambio se fijó a la libra esterlina a una tasa de A$1 = 8 chelines británicos (A$ 2,50 = GB£ 1). En 1967, Australia abandonó efectivamente la zona esterlina, cuando la libra británica se devaluó frente al dólar estadounidense y el dólar australiano no se sumó a dicha depreciación. Mantuvo su paridad con el dólar estadounidense a un tipo de cambio de 1 dólar australiano = 1,12 dólares estadounidenses.

## Monedas
En 1966, se introdujeron monedas en denominaciones de 1, 2, 5, 10, 20 y 50 centavos. Inicialmente, las piezas de 50 centavos contenían 80% de plata y se retiraron después de un año cuando se concluyó que el valor intrínseco del contenido de plata excedía considerablemente el valor nominal de las monedas. En su lugar, se agregó una pieza dodecagonal de cuproníquel por el mismo valor. Las monedas de un dólar se introdujeron en 1984, seguidas por las de dos dólares en 1988 para reemplazar a los billetes de ese valor, mientras que las monedas de uno y dos centavos se descontinuaron en 1991. En conmemoración del cuadragésimo aniversario de la moneda decimal, se volvieron a producir monedas de 1 y 2 centavos en calidad "PROOF" para ser utilizadas en sets para coleccionistas. Las transacciones en efectivo se redondean a los cinco centavos más cercanos. Como ocurre con la mayoría de los cambios públicos en los sistemas monetarios, ha habido una gran cantidad de señoreaje de las monedas descontinuadas. Todas las monedas representan al soberano australiano reinante, la reina Isabel II, en el anverso, y son producidas por la Royal Australian Mint.
Las monedas australianas actuales de 5, 10 y 20 centavos son idénticas en tamaño a las antiguas monedas de seis peniques, 1 chelín y dos chelines (florín) australianos, neozelandeses y británicos. Las monedas australianas pre-decimales siguen siendo de curso legal para sus equivalentes en centavos. En 1990 y 1993, el Reino Unido reemplazó estas monedas con versiones más pequeñas, al igual que Nueva Zelanda en 2006, al mismo tiempo que suspendió la moneda de cinco centavos.

## Billetes
Las primeras emisiones de papel moneda del dólar australiano vieron la luz en 1966. Los billetes de $ 1, $ 2, $ 10 y $ 20 tenían equivalencias exactas con los antiguos billetes de la sustituida libra australiana. El billete de $ 5 se emitió en 1967, el de $ 50 en 1973 y el de $ 100 se introdujo en 1984.
Los primeros billetes de polímero fueron emitidos en 1988 por el Banco de la Reserva de Australia, específicamente billetes de polímero de polipropileno (producidos por la Note Printing Australia), para conmemorar el bicentenario de la colonización europea en Australia. Todos los billetes australianos ahora están hechos de polímero. Australia fue el primer país en desarrollar y utilizar billetes de dicha composición.
El 27 de septiembre de 2012, el Banco de la Reserva de Australia anunció que estaba en marcha un proyecto para mejorar y rediseñar los billetes de curso legal. Los billetes mejorados incorporarían una serie de nuevas características de seguridad preparadas para el futuro e incluirían puntos en Braille para facilitar el uso de las personas con discapacidad visual. Los primeros billetes de esta nueva familia fueron los de 5 dólares y fueron puestos en vigencia a partir del 1 de septiembre de 2016. Las demás denominaciones se emitieron en los años subsiguientes: el de $ 10 se puso en circulación el 20 de septiembre de 2017, y un nuevo billete de $50 se lanzó el 18 de octubre de 2018. El nuevo billete de 20 dólares se puso en circulación el 9 de octubre de 2019 y el nuevo billete de 100 dólares se publicó el 29 de octubre de 2020.